# Михайловка (Болотнинский район)
Михайловка — исчезнувшая деревня в Болотнинском районе Новосибирской области. На момент упразднения входила в состав Мануйловского сельсовета. Исключена из учётных данных в 1971 году.

## География
Располагалась между полотном железнодорожной дороги на участке Обь — Мариинск главного хода Транссиба и федеральной трассой Р255 Сибирь, в 4 км к юго-западу от города Болотное.

## История
Посёлок Михайловский был основан в 1907 г. В 1926 году состоял из 59 хозяйств. В административном отношении входил в состав Кисилевского сельсовета Болотнинского района Томского округа Сибирского края.
Решением Новосибирского облисполкома от 27.09.1971 г. № 650 деревня исключена из учётных данных, как фактически не существующая.

## Население
По переписи 1926 г. в посёлке проживало 347 человек (157 мужчин и 190 женщин), основное население — русские.